# Käcklitz (Beetzendorf)
Käcklitz ist ein Ortsteil der Gemeinde Beetzendorf in der Verbandsgemeinde Beetzendorf-Diesdorf im Altmarkkreis Salzwedel in Sachsen-Anhalt.

## Geographie
Käcklitz, ein Rundplatzdorf mit Kirche auf dem Platz, liegt abseits größerer Verkehrswege ungefähr 3 Kilometer nördlich von Beetzendorf sowie 15 Kilometer südlich von Salzwedel in der Altmark. Im Süden erhebt sich der etwa 52 Meter hohe Lerchenberg. Das FFH-Gebiet „Moorweide bei Stapen“ beginnt im Norden von Käcklitz.
Nachbarorte sind Groß Gischau im Nordwesten, Klein Gischau im Nordosten, Stapen im Osten, Hohentramm im Südosten, Siedengrieben im Süden und Audorf im Südwesten.

## Geschichte

### Mittelalter bis 20. Jahrhundert
Die erste urkundliche Erwähnung als Kakelitz erfolgte im Jahre 1348, als Markgraf Ludwig II. von Brandenburg den von der Schulenburgs die Beden aus verschiedenen Dörfern überließ. Weitere Nennungen sind 1444 ein Schulzenhof in Käckelitze und ein Hof in Kakelitz, 1466 Kökelitz, 1499 to Kokelitz, 1541 Köcklitz, 1687 Köckelitz bey Beetzendorff und 1804 Käcklitz.
Bei der Bodenreform 1945 wurden ermittelt: 24 Besitzungen unter 100 Hektar mit zusammen 256 Hektar Land, eine Besitzung der Kirche mit 3 Hektar und eine Gemeindebesitzung mit 0,9 Hektar. Im Jahre 1960 gab es in Käcklitz eine Landwirtschaftliche Produktionsgenossenschaft, die LPG Typ I „Wiesengrund“.

### Herkunft des Ortsnamens
Jürgen Udolph führt den Ortsnamen auf das slawische Wort „khohol“ für „Bergkuppe“ zurück, ähnlich zu Franz Mertens, der „chochulu“ für „Kuppe, Bergspitze“ ableitete. Übersetzt heißt der Ort also „Bergnest“. Aleksander Brückner erkennt hingegen im Namen die Silbe „koh-“, altslavisch „kohati“ für „lieben“.

### Eingemeindungen
Ursprünglich gehörte das Dorf zum Salzwedelischen Kreis der Mark Brandenburg in der Altmark. Von 1807 bis 1813 lag es im Kanton Beetzendorf auf dem Territorium des napoleonischen Königreichs Westphalen. Nach weiteren Änderungen gehörte das Dorf ab 1816 und damit die spätere Gemeinde Käcklitz zum Kreis Salzwedel, dem späteren Landkreis Salzwedel im Königreich Preußen und dessen Provinz Sachsen.
Am 20. Juli 1950 wurde die Gemeinde Käcklitz in die Gemeinde Beetzendorf eingemeindet und ist seitdem ein Ortsteil.

### Einwohnerentwicklung
| Jahr | Einwohner |
| ---- | --------- |
| 1734 | 52        |
| 1774 | 64        |
| 1789 | 61        |
| 1798 | 66        |
| 1801 | 66        |
| 1818 | 59        |

| Jahr | Einwohner |
| ---- | --------- |
| 1840 | 080       |
| 1864 | 081       |
| 1871 | 085       |
| 1885 | 109       |
| 1892 | 0102      |
| 1895 | 106       |

| Jahr | Einwohner |
| ---- | --------- |
| 1900 | 0106      |
| 1905 | 098       |
| 1910 | 0123      |
| 1925 | 134       |
| 1939 | 121       |
| 1946 | 192       |

| Jahr | Einwohner |
| ---- | --------- |
| 2015 | [00]51    |
| 2018 | [00]49    |
| 2020 | [00]46    |
| 2021 | [00]44    |
| 2022 | [00]45    |
| 2023 | [0]39     |

Quelle, wenn nicht angegeben bis 1946:

## Religion
Die evangelische Kirchengemeinde Käcklitz, die früher zur Pfarrei Beetzendorf gehörte, wird heute betreut vom Pfarrbereich Beetzendorf im Kirchenkreis Salzwedel im Bischofssprengel Magdeburg der Evangelischen Kirche in Mitteldeutschland.
Die ältesten überlieferten Kirchenbücher für Beetzendorf stammen aus dem Jahre 1597.

## Kultur und Sehenswürdigkeiten

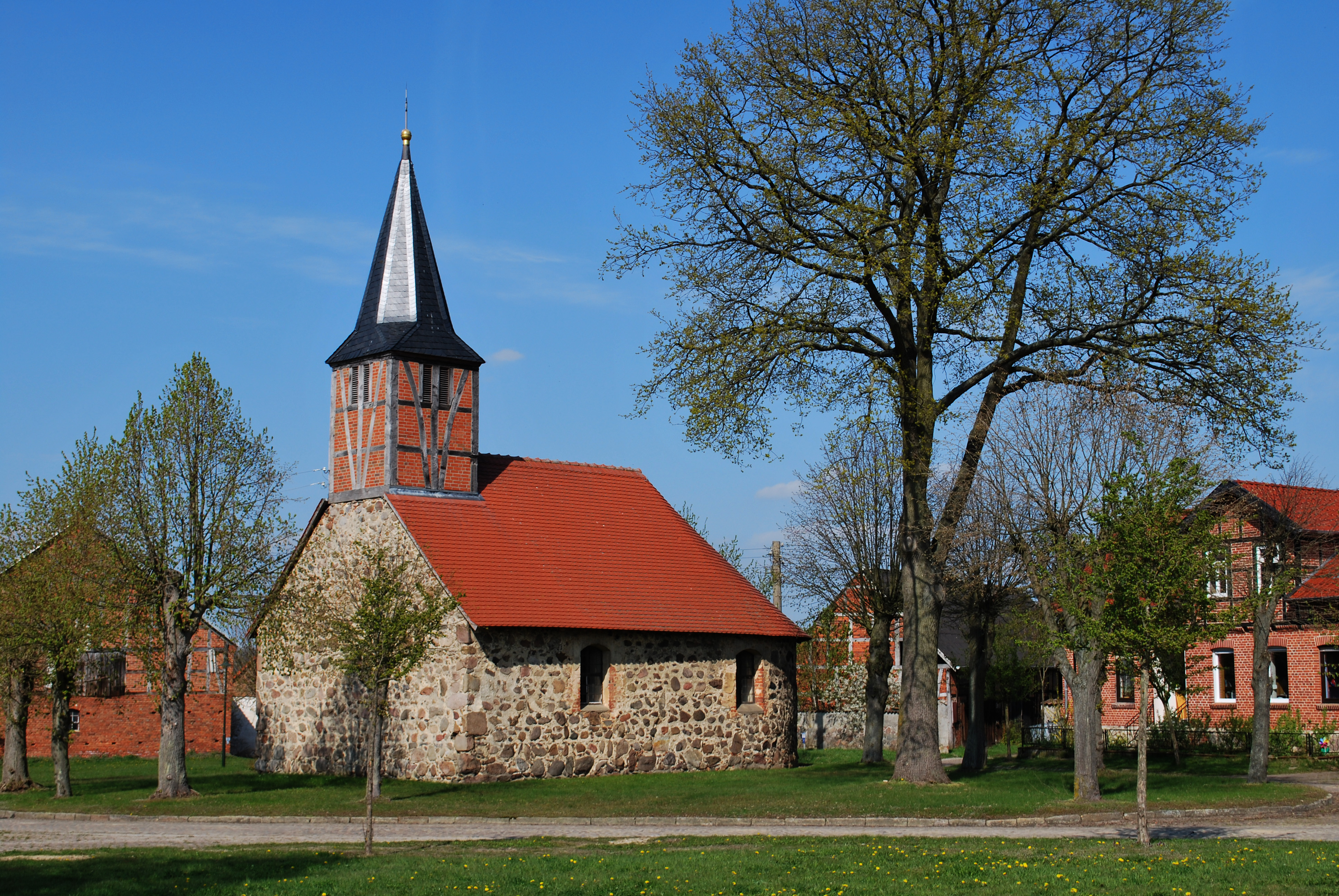
Die Dorfkirche Käcklitz

- Die evangelische Dorfkirche Käcklitz, ein mittelalterlicher Feldsteinbau, steht in der Mitte des Rundlings.[21] Sie kann als schlichter Rechtecksaal mit halbrundem Ostschluss zu den Chorkirchen gerechnet werden. Die Kirche ist vor der Mitte des 15. Jahrhunderts entstanden. Die Glocke stammt aus dem Jahre 1813.[10]
- Der Charakter als Rundlingsdorf hat sich weitgehend erhalten. Der Zugang erfolgt von Süden aus.

## Wirtschaft und Infrastruktur
In Käcklitz besteht eine Freiwillige Feuerwehr. Es gibt kleine Handwerks- und Dienstleistungsbetriebe sowie einen Reiterhof.

### Verkehr
Das Dorf ist über Rufbusse der Personenverkehrsgesellschaft Altmarkkreis Salzwedel an den öffentlichen Personennahverkehr angeschlossen.